# Ahmad Faqa
Ahmad Faqa, född 10 januari 2003 är en svensk-syrisk fotbollsspelare (försvarare) som spelar för AIK i Allsvenskan.

## Klubblagskarriär
Ahmad Faqa föddes i Syrien och flyttade som nioåring till Sverige. I elvaårsåldern började han spela fotboll i moderklubben Vasalunds IF. Efter spel i AIK och Bromstens IK anslöt Faqa som 14-åring till AIK en andra gång.
18 år gammal fick Faqa för första gången chansen i A-laget, då han satt på bänken i 0–1-förlusten mot Malmö FF i Allsvenskan den 27 oktober 2021. A-lagsdebuten dröjde dock till året därpå då han gjorde ett inhopp i 4–0-segern mot Eskilsminne IF i Svenska Cupen den 27 februari 2022. En knapp månad senare skrev Faqa på sitt första A-lagskontrakt, då han skrev på ett femårskontrakt med AIK. I samband med uppflyttningen lånades han ut till Västerås SK i Superettan.
Halvvägs in på säsongen 2022 valde AIK och Västerås SK att avbryta lånet. Kort därpå lånades Faqa istället ut till Sandvikens IF i Ettan Norra där han spenderade resten av säsongen. Efter att ha inlett den efterföljande försäsongen med AIK lånades Faqa i mars 2023 ut en tredje gång, till isländska HK.
Efter ett år på Island återvände Ahmad Faqa till AIK. Efter att ha fått chansen både som mittback och innermittfältare under försäsongen kom den allsvenska debuten redan i premiäromgången den 1 april 2024, då Faqa gjorde ett inhopp i den 89:e minuten i 1–0-segern mot hans gamla klubb Västerås SK.

## Landslagskarriär
Ahmad Faqa har möjlighet att representera både Sverige och Syrien. Han har representerat Sveriges U19-landslag.
Debuten i den blågula tröjan skedde den 15 juni 2023, då Faqa hoppade in i halvtid när Sveriges P20-landslag besegrade Liechtenstein med 4–0.

## Statistik
| Klubb               | Säsong             | Liga               | Liga    | Liga | Nationell cup | Nationell cup | Internationell cup | Internationell cup | Övrigt  | Övrigt | Totalt  | Totalt |
| Klubb               | Säsong             | Division           | Matcher | Mål  | Matcher       | Mål           | Matcher            | Mål                | Matcher | Mål    | Matcher | Mål    |
| ------------------- | ------------------ | ------------------ | ------- | ---- | ------------- | ------------- | ------------------ | ------------------ | ------- | ------ | ------- | ------ |
| AIK                 | 2022               | Allsvenskan        | 0       | 0    | 1             | 0             | -                  | -                  | -       | -      | 1       | 0      |
| AIK                 | 2023               | Allsvenskan        | 0       | 0    | 0             | 0             | -                  | -                  | -       | -      | 0       | 0      |
| AIK                 | 2024               | Allsvenskan        | 1       | 0    | 1             | 0             | -                  | -                  | -       | -      | 2       | 0      |
| Totalt              | Totalt             |                    | 1       | 0    | 2             | 0             | 0                  | 0                  | 0       | 0      | 3       | 0      |
| Västerås SK (lån)   | 2022               | Superettan         | 7       | 0    | 0             | 0             | -                  | -                  | -       | -      | 7       | 0      |
| Sandvikens IF (lån) | 2022               | Ettan Norra        | 12      | 1    | 1             | 0             | -                  | -                  | -       | -      | 13      | 1      |
| FH (lån)            | 2025               | Úrvalsdeild        | 25      | 2    | 2             | 0             | -                  | -                  | 1       | 0      | 28      | 2      |
| Totalt i karriären  | Totalt i karriären | Totalt i karriären | 45      | 3    | 5             | 0             | 0                  | 0                  | 1       | 0      | 51      | 3      |

## Personligt
Ahmad Faqa är född och uppvuxen i Qamishli i nordöstra Syrien. Nio år gammal flydde hans familj kriget i landet och bosatte sig i Stockholmsförorten Rinkeby.